# 山岡厚子
山岡厚子（やまおか あつこ、1975年5月24日 - ）は、日本の元女優である。血液型O型、身長 161 cm。
長崎県佐世保市出身。長崎県立佐世保東商業高等学校（現：長崎県立佐世保東翔高等学校）卒業。

## 来歴・人物
- 高校在学中にヤングマガジンの（ミスマガジン2001）受賞を始め、テクノソフトのCM、当時のオーディション番組のゴールドラッシュでも活躍。
- 高校卒業後は福岡を中心にモデル等で活躍し上京後は歌手や声優としても活躍していた。
- 高校の1学年下の福田慎司、2学年下の吉田ゆきも卒業後は上京し芸能界を目指しているのは山岡厚子の存在が大きいと言える。

## テレビ
- ゴールド・ラッシュ! (フジテレビ)

## CM
- テクノソフト

## コンテスト
- 東鳩オールレーズンプリンセスコンテスト (1991)
- 文化放送ベストステージ賞 (1993)
- 亜未イメージガールコンテストグランプリ(1993)
- 東宝シンデレラ